# Археологічний музей Олімпії
Археологічний музей Олімпії (грец. Αρχαιολογικό Μουσείο Ολυμπίας) — археологічний музей в Олімпія, Еліда, один з найбільших музеїв в Греції, у якому представлені старожитності давнього міста Олімпії.

## Історія

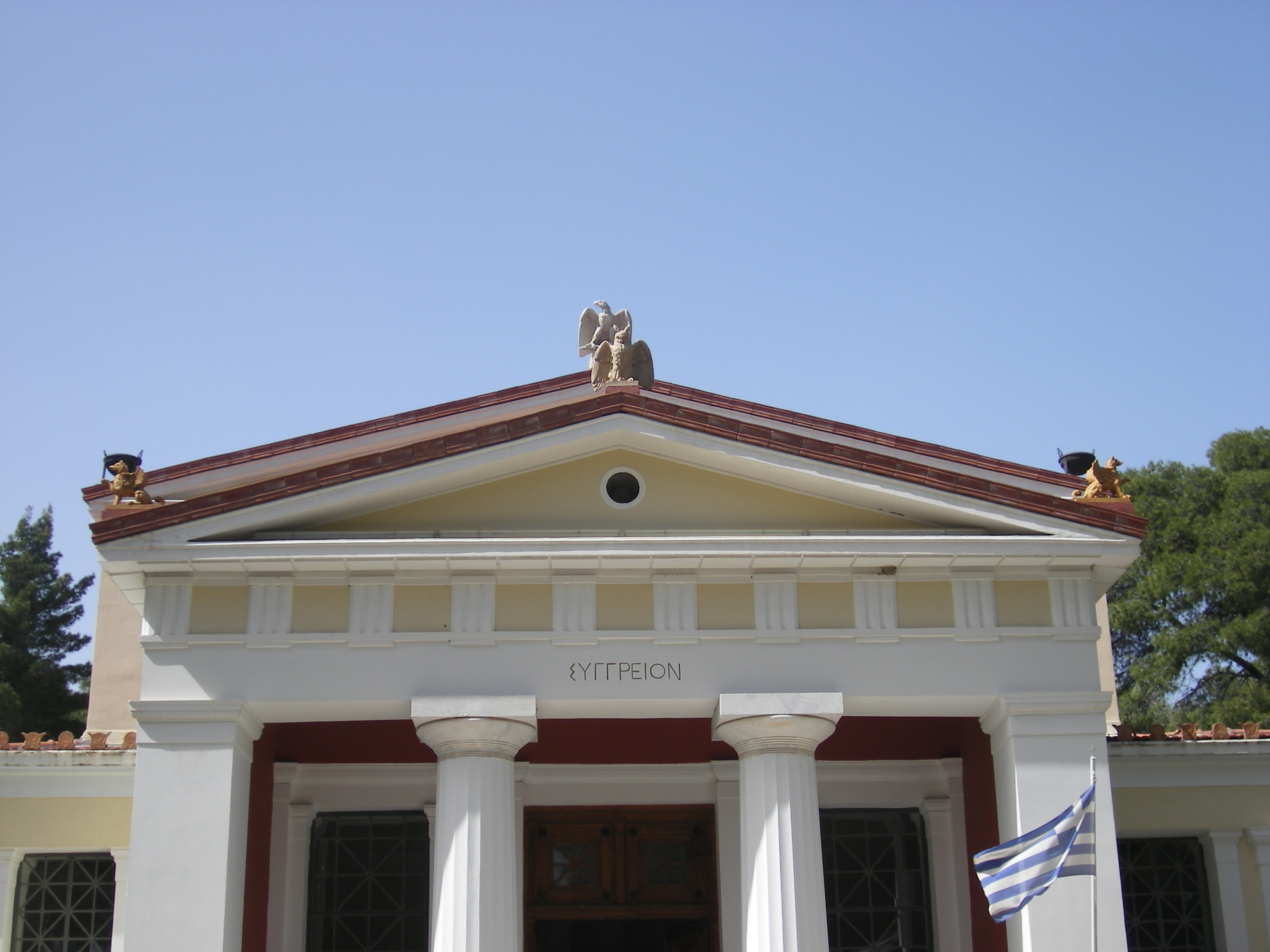
Фронтон Старого музею, напис «Сінгрейон»

Музей заснований в 19 столітті. Так званий, Старий музей Олімпії являв собою неокласичну будівлю, зведену на пагорбі на захід від Альтіса. Кошти для будівництва надав відомий грецький філантроп Андреас Сінгрос. Проте 1885 року музей сильно постраждав від черги землетрусів, який обрушилися на район. Крім того почати будівництво нової будівлі для музею змусили нові багаті знахідки Німецької археологічної школи.
Сучасна будівля зведена в долині на північний захід від пагорба Кроніон за проектом архітектора Патроклоса Карантіноса в період між 1966 і 1975 роками. Офіційне урочисте відкриття нового музею відбулось 1982 року за особистого сприяння та участі міністра культури Греції Меліни Меркурі. Нову експозицію підготували Ніколаос Ялуріс, Істміні Тріанті, Стеліос Тріантіс, а також їх колеги. Стеліос Тріантіс, уславлений грецький скульптор та реставратор, доклав чималих зусиль для відновлення статуї Ніки роботи давньогрецького скульптора Пеонія, яка стала справжньою перлиною музейної експозиції, і вперше була представлена відвідувачам 1994 року. Її зображення було відтворене на олімпійських медалях, що вручались спортсменам на Олімпіаді 2004 в Афінах.
Напередодні Олімпіади на початку 2000-х років експозицію сакральних знахідок, зокрема бронзових, а також римських скульптур була реорганізована. У вересні 2003 року експонати упаковали, водночас виставкові галереї, службові приміщення і склади були відремонтовані і розширені. Нова виставка, яка більш-менш успадкувала філософію і принципи побудови старої, відкрита 24 березня 2004 року.

## Пограбування музею
17 лютого 2012 року озброєні зловмисники пограбували музей. Викрадено близько семи десятків артефактів (від 65 до 68), які вийняли із розбитих вітрин. Вартість їх неможливо оцінити. У зв'язку із заходами жорсткої економії, впровадженими системно для подолання боргової кризи в Греції, безпечне утримання музеїв стало неможливим. Проте тодішній міністр культури Павлос Геруланос назвав цю подію ганебною для Греції і того ж дня подав у відставку.

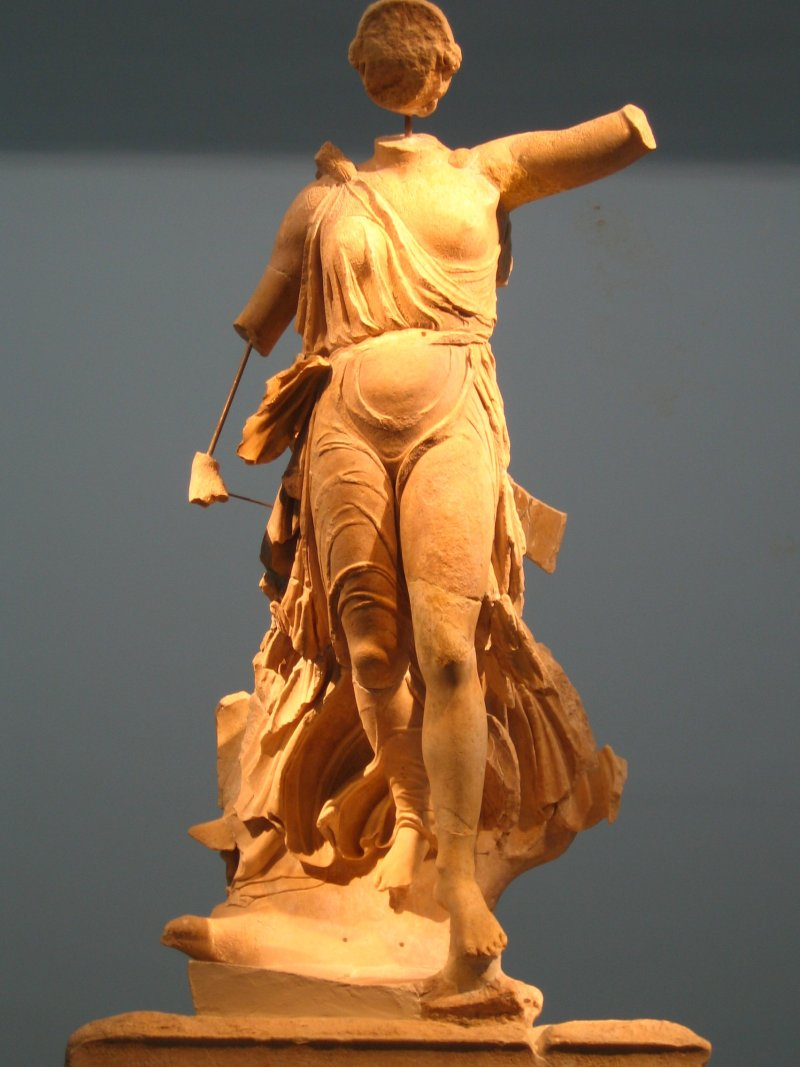
Ніка, Пеоній

## Основні розділи
- колекція теракоти (доісторичного, архаїчного та класичного періодів).
- колекція бронзи.
- колекція скульпутр (від архаїки до періоду римського панування).
- колекція, присвячена Олімпійським змаганням.

## Найвідоміші експонати
- Гермес із малюком Діонісом, Праксітель
- Ніка, Пеоній
- Зевс несе Ганімеда
- фронтон Храму Зевса в Олімпії
- шолом Мільтіада

## Деякі експонати

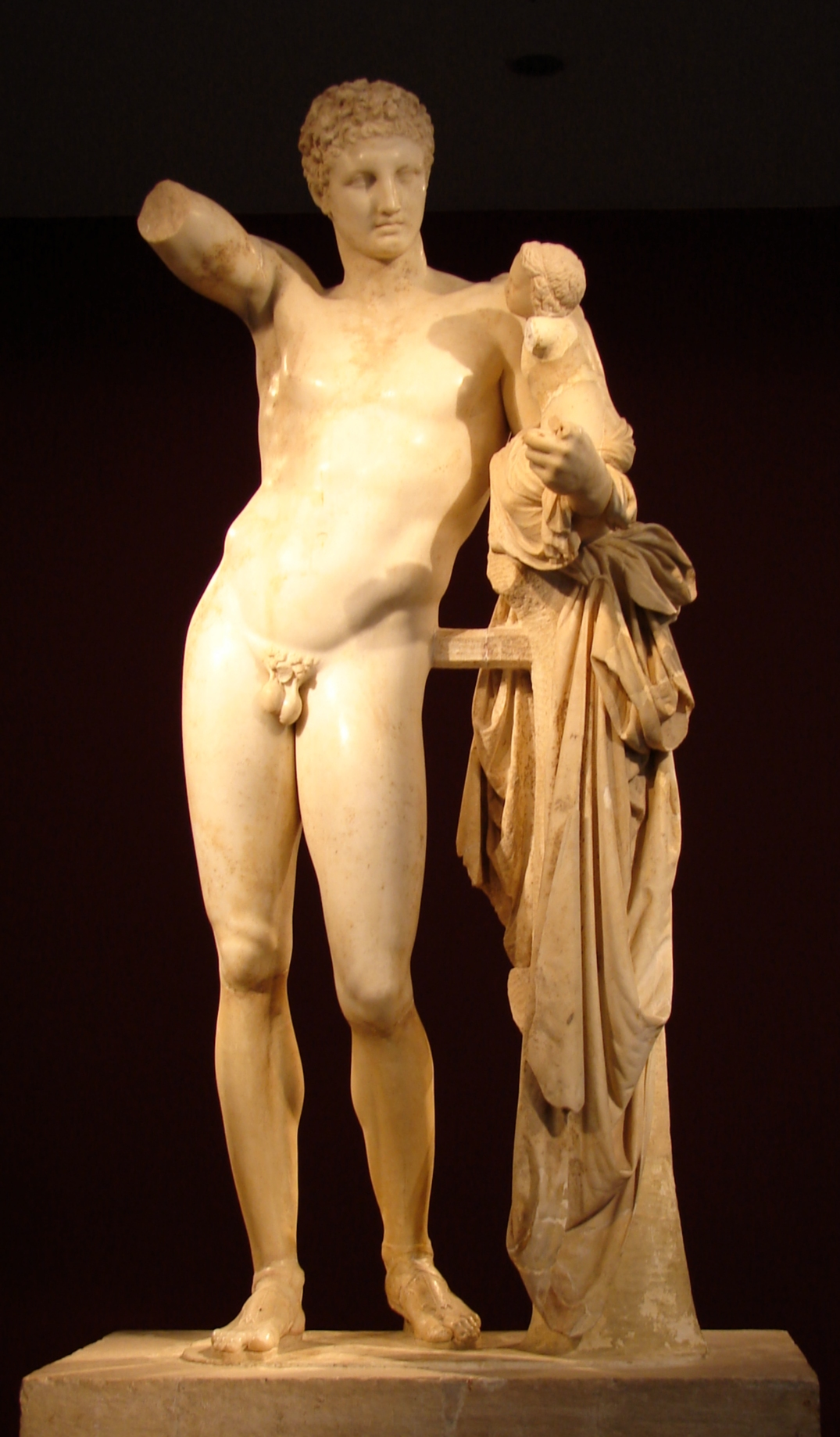
Гермес із малюком Діонісом, Праксітель
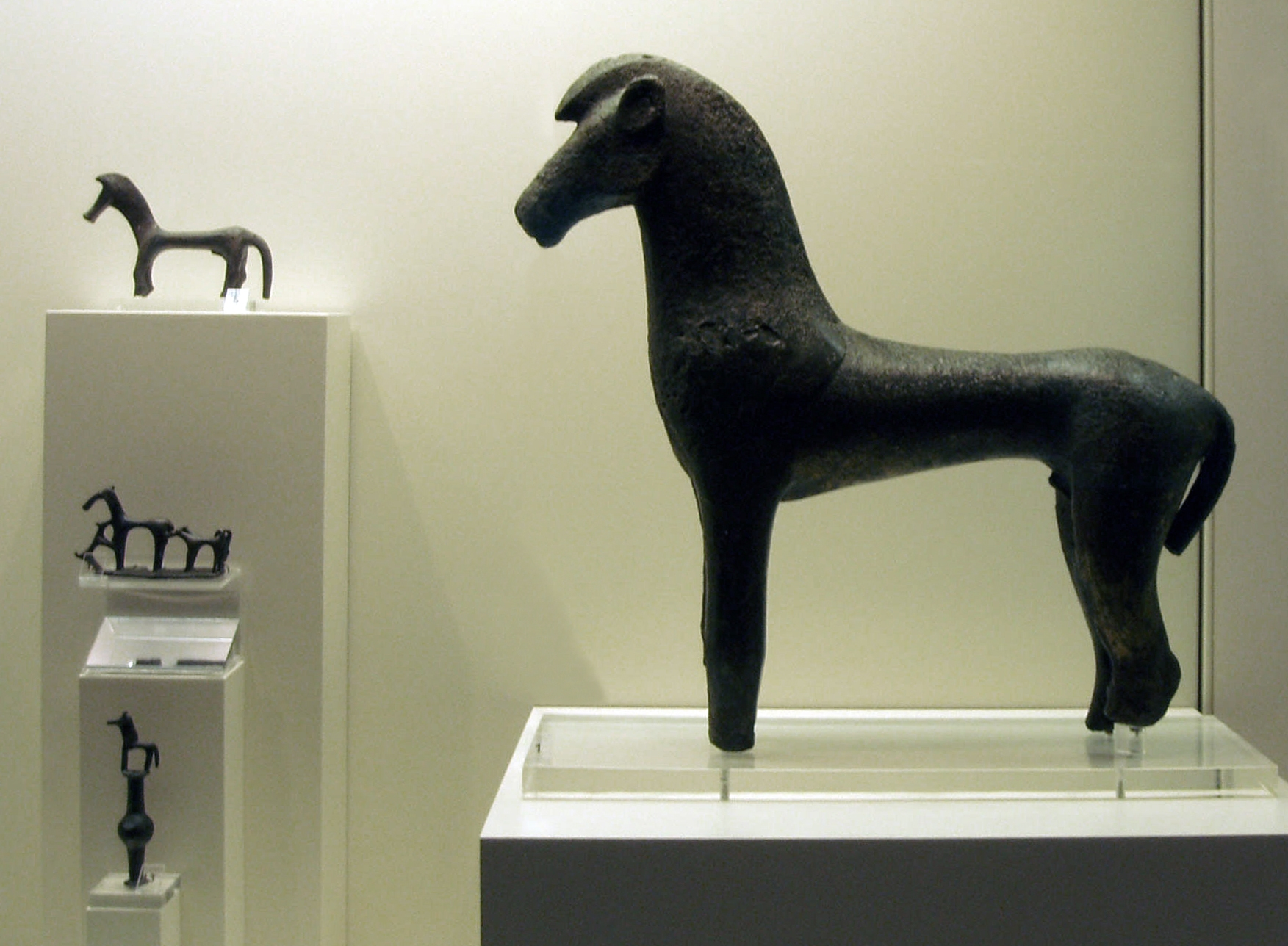
Бронзові статуетки коней, початок 7 століття до н. е.
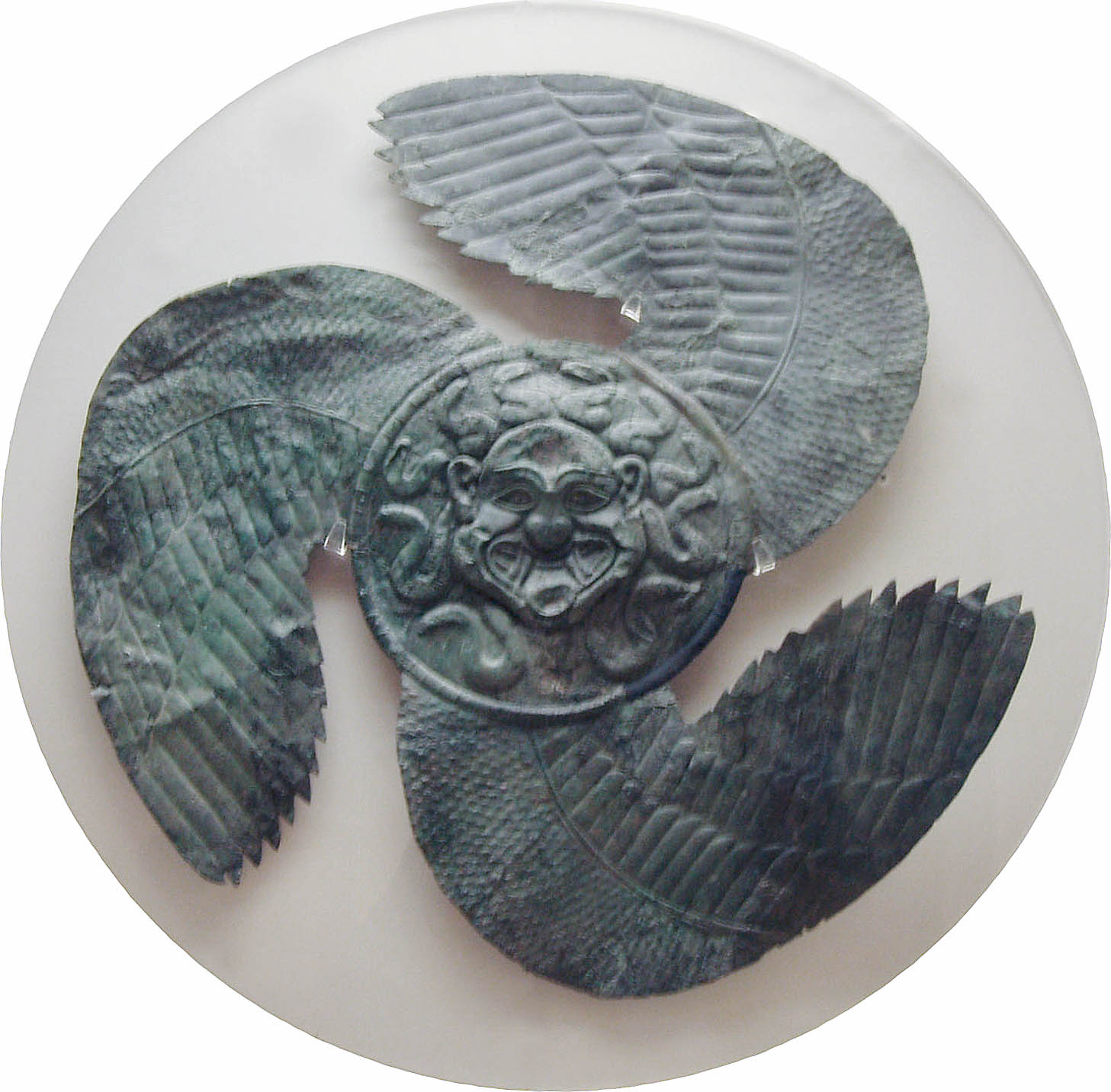
Горгонейон, 6 століття до н. е.
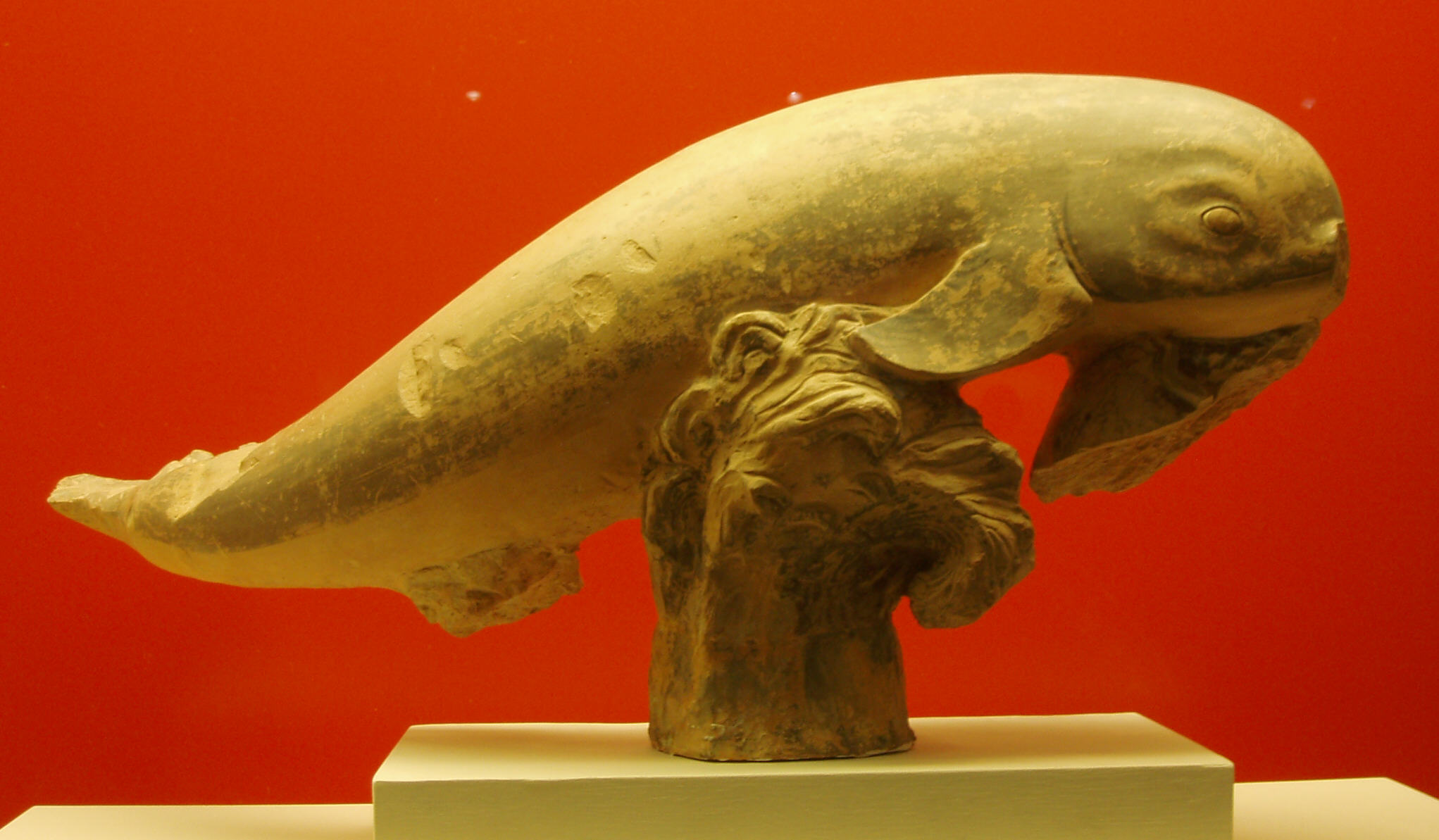
Дельфін, кераміка, імовірно, поховальний скарб, близько 400 до н. е.
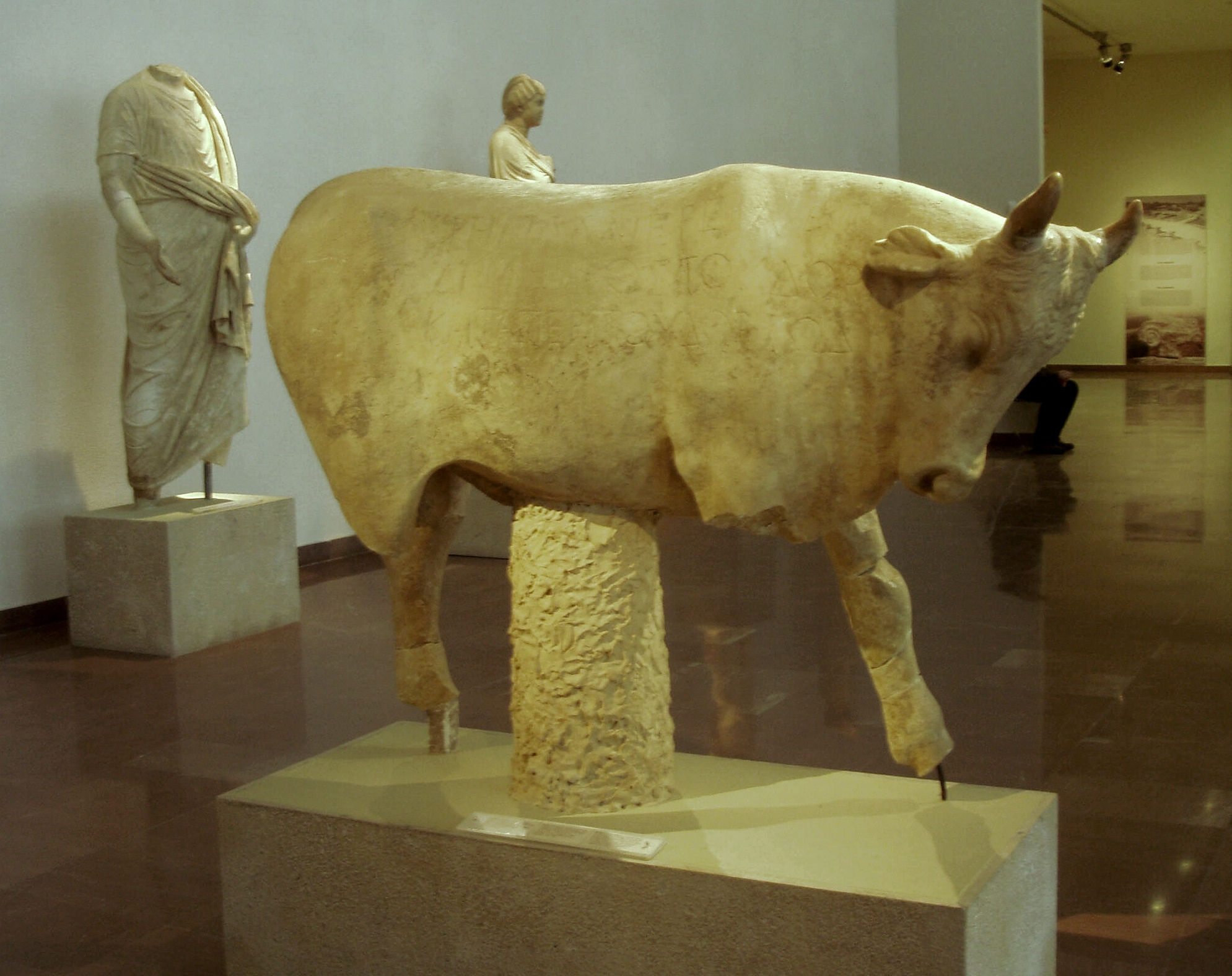
Мармуровий телець із Німфеума Ірода Аттика
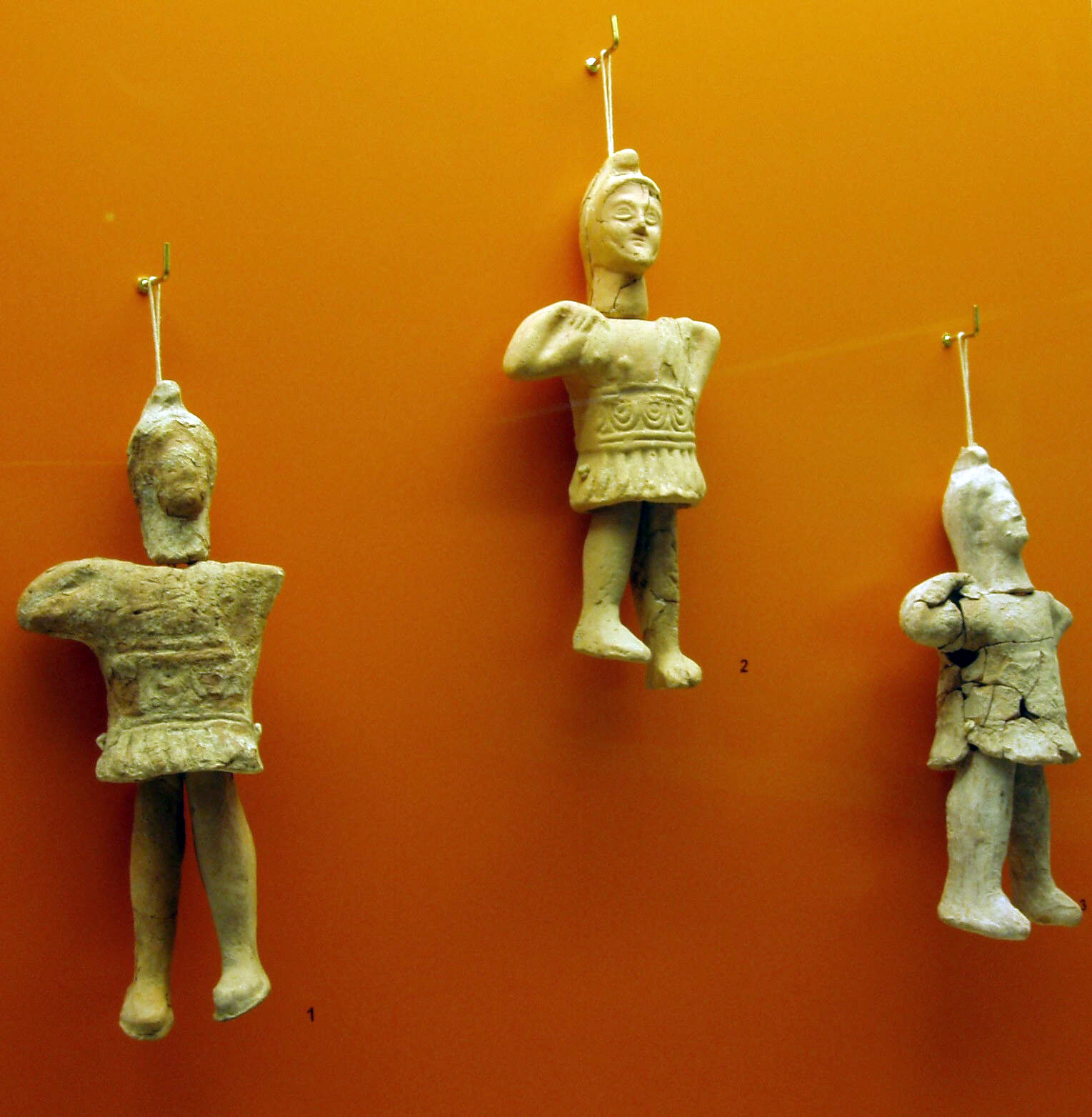
Керамічні іграшки із рухомими кінцівками
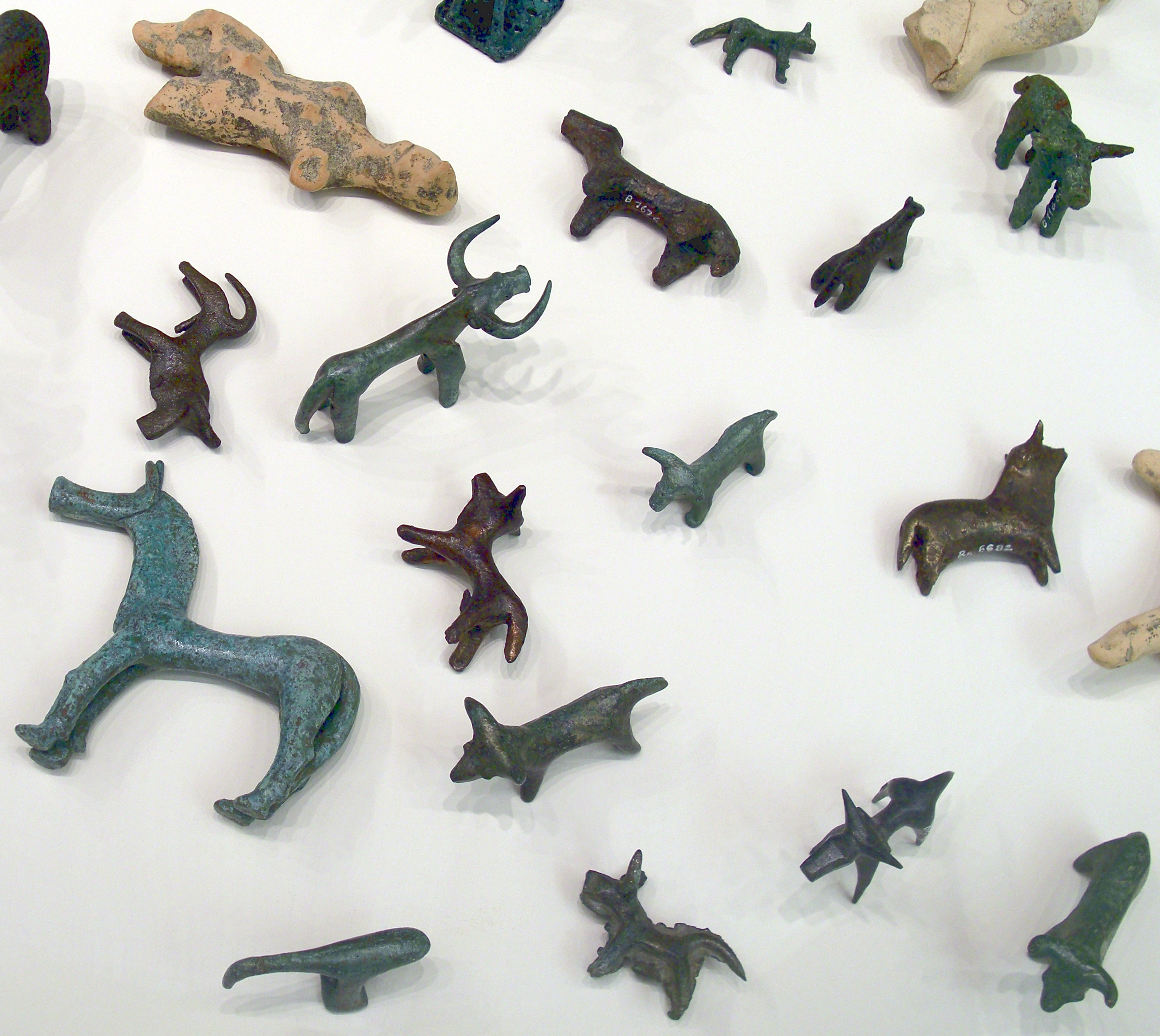
Вотивні фігурки тварин, 8-7 століття до н. е.
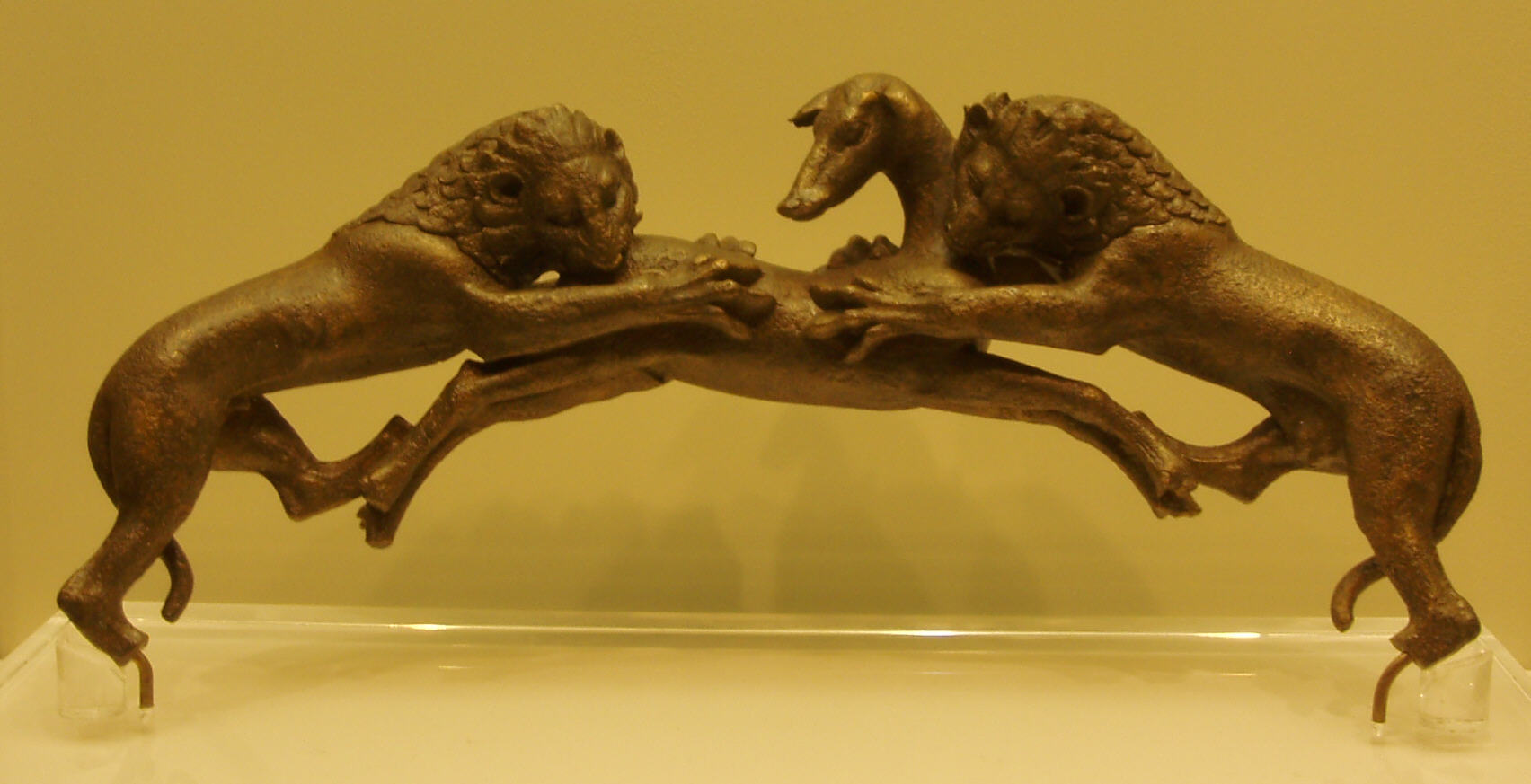
Ручка посудини: леви, що загризають лань